# 興行戦争
興行戦争（こうぎょうせんそう）とは、プロレス・格闘技団体がビッグイベントに対し、興行前後や同日に近辺の地でライバル団体、対立団体が対抗してプロレス興行のビッグイベント、総合格闘技の興行を起こしあうことを言う。

## 概要
プロレス・格闘技団体は、日米ともに複数の団体を統轄する統一組織やコミッショナーが無く、プロ野球、サッカー、プロボクシングのように、一年を通してのスケジュール管理がなされていない。
それゆえ権限を持つ興行主、ビッグネームのプロレスラー・格闘家の威厳を保つ（顔に泥を塗られた程度の個人的な理由で行う事もある）ため相手団体が2、3ヶ月前になって急遽近辺で興行を発表する。その結果、団体同士で外人レスラー、フリーランス、格闘家の獲得合戦が発生し、それを巡りトラブル、裁判も多発している。その一方で、ファンの奪い合いを防ぐため、先に発表したイベントが開催日を変更することがある。

## これまでの主な興行戦争

### 日本
- 日本プロレスと国際プロレスは3回同じ日に興行戦争が発生している。3回とも国際プロレスが先に日程を発表し、日本プロレスが興行戦争を仕掛ける形となっている。
  - 国際プロレス旗揚げの8カ月後の1967年8月14日に大阪市で行われた興行が、日本プロレス・国際プロレスと同日開催となり、会場が難波駅の近く（日プロが大阪球場、国プロは大阪府立体育館）であったことから、「大阪夏の陣」と呼ばれた。このときのメインイベントは日本プロレス側がジャイアント馬場VSジン・キニスキーのインターナショナル・ヘビー級王座戦、国際プロレス側がヒロ・マツダ&サム・スティムボートVSロジャー・カービー&ビル・ドロモのタッグマッチであったが、テレビ中継の有無などで日本プロレスが地力の差を見せつけた（当日は、日本プロレスと勘違いして国際プロレスの会場に行った観客もいたという）[2]。
  - 1968年1月3日に国際プロレスがTBSと放映権契約を結んで「TBSプロレス」と団体名を変更した後、最初に行われた興行が日本プロレスと同日開催となり、それぞれの会場の位置関係（日プロが蔵前国技館、TBSが日大講堂）から「隅田川の対決」または「隅田川決戦」などと呼ばれた。このときのメインイベントは日本プロレス側がジャイアント馬場VSクラッシャー・リソワスキーのインターナショナル・ヘビー級王座戦、TBSプロレス側がグレート草津がルー・テーズに挑戦するTWWA世界ヘビー級王座戦であったが、馬場が王座を防衛したのに対し、草津は一本目でKOされて二本目を棄権負けとなるなど、両団体の明暗が分かれた[3]。
  - 国際プロレスは、1971年3月2日に東京都体育館で興行を行うことを先に発表していたが、日本プロレスも3月3日に行う予定だった蔵前国技館大会を急遽1日前倒しした。このときのメインイベントは日本プロレス側がBI砲VSスパイロス・アリオン&ミル・マスカラス[4]のインターナショナル・タッグ王座戦、国際プロレス側がマッドドッグ・バション&ブッチャー・バションVSサンダー杉山&グレート草津のAWA世界タッグ王座戦であったが、先にカードを発表し、かつ初来日のマスカラスが人気を博していた日本プロレスが三度勝利した。
- ジャイアント馬場・アントニオ猪木の二大巨頭がともに1960年9月30日デビュー、馬場・猪木が興した団体がともに1972年発足と、記念興行のバッティングは避けられない状況にあった。
  - 一例として、1990年9月には馬場・猪木ともに東京圏で馬場がアブドーラ・ザ・ブッチャーと、猪木がタイガー・ジェット・シンとタッグを組んでの30周年記念試合を実施した。ただし、時間はずらして行われたため、当時馬場の団体に参戦しており過去に猪木のライバルでもあったアンドレ・ザ・ジャイアントとスタン・ハンセンは猪木のセレモニーと馬場の記念試合の両方に登場している。
  - また、1975年12月11日には馬場と猪木の師匠である力道山の十三回忌の記念興行が両者ともに同じ日に東京都内で行われた（力道山十三回忌興行は日本武道館、猪木主催は蔵前国技館）。この時は馬場が政治力を駆使して国際プロレスや力道山の遺族・大木金太郎らの参加を取り付け、それに巻き込まれるのを嫌った猪木が馬場主導の十三回忌興行（力道山十三回忌追善特別大試合）への参加を拒否している（先に新日本プロレスがシリーズ日程を発表していた。ここで猪木が実現させたのが伝説の名勝負ビル・ロビンソン戦）。結果として猪木は馬場が十三回忌興行とあわせて行う予定だったオープン選手権にも不参加となり、オープン選手権に猪木が参加するなら実現有望といわれていた馬場VS猪木戦は幻に終わった。
- 1993年2月14日は、WAR東京体育館大会、UWFインターナショナル日本武道館大会、NOW後楽園ホール大会の3団体興行戦争となった。
- 1995年4月2日には、ベースボール・マガジン社主催「夢の懸け橋」が東京ドーム、WAR興行が隣接する後楽園ホールでそれぞれ開催された[5]。
- 2000年代にはK-1・PRIDEなどによる大晦日の格闘技興行戦争が勃発した。（大晦日興行）
- 2003年3月1日にはWJプロレスの旗揚げ戦（横浜アリーナ）をプロレスリング・ノア（日本武道館）、K-1 WORLD MAX（有明コロシアム）という既存団体のビッグマッチにバッティングさせたことが話題を呼んだ。
- 2011年8月27日に東日本大震災復興イベントとして東京スポーツ新聞社主催により新日本プロレス、全日本プロレス、プロレスリング・ノアの3団体が合同して開催された「ALL TOGETHER」に対抗する形でアントニオ猪木率いるイノキ・ゲノム・フェデレーションが「INOKI GENOME 〜Super Stars Festival 2011〜」を開催した。
- 2020年8月29日に新日本プロレスが神宮球場で「SUMMER STRUGGLE in JINGU」が開催されたが、同日に富士通スタジアム川崎（旧川崎球場）にて「佐藤光留デビュー20周年記念興行」が開催され、「プロレス史上初のスタジアム興行戦争」と呼ばれた[6]。前者は21年ぶりとなる神宮開催、後者はレスラー個人の自主興行ではあるが川崎球場とゆかりの深い大仁田厚や全日本プロレスの三冠ヘビー級王者諏訪魔の参戦が話題を呼んだ。
- 2024年1月4日、スターダムがTOKYO DOME CITY HALLにて興行を開催した。隣接する東京ドームでWRESTLE KINGDOM 18を開催する新日本プロレスと連動するものだが、同時に後楽園ホールでは東京女子プロレスが恒例となっている新年興行を開催しており、「同一敷地内での女子プロレス団体のバッティング」となっている。
- 同年5月6日、東京ドーム34年ぶりのボクシング興行となる井上尚弥 対 ルイス・ネリ戦とプロレスのオールスター戦「ALL TOGETHER」が日本武道館にて同じ日に開催[7]。一方、総合格闘技団体のRIZINは5月6日に開催予定だった大会を4月29日に前倒しした[1]。
- 2025年1月3日、スターダムが東京ガーデンシアターで、マリーゴールドが大田区総合体育館にて興行を実施[8][9]。スターダムにとっては2年連続で1月に興行戦争を経験した。

### 米国
- WWFの全米侵攻以降のアメリカでは、PPVが毎月1回日曜日にあり、また興行収入より視聴率主義を重視するために、会場での興行によって「ファン層を広げる」意思が全く無く、1990年代後半から2000年代初頭にかけての「マンデー・ナイト・ウォーズ」の様に、TVでの興行にTVの興行をぶつけ合うという、少ないパイの取り合いを行っていた。
- 毎年3月末～4月初頭に行われるWWEのイベントレッスルマニアが行われる前の1週間にはアメリカインディー団体が「はしご観戦」をしてくれる客を狙って大規模な興行を行っている[10]。

### メキシコ
- 2011年5月13日にWWEメキシコシティ公演とメキシコのメジャー団体CMLLの大会が重なった。